# Campeonato Europeo de Remo de 1924
El XXVI Campeonato Europeo de Remo se celebró en Lucerna (Suiza) en 1924 bajo la organización de la Federación Internacional de Sociedades de Remo (FISA).
En total se disputaron seis pruebas diferentes, todas ellas en la categoría masculina.

## Resultados

### Masculino
| Evento                 | Oro | Plata | Bronce |
| ---------------------- | --- | --- | --- |
| Scull individual M1X   | Josef Schneider · Suiza | Marc Detton Francia | Gustav Zinke Checoslovaquia |
| Doble scull M2X        | Rudolf Bosshard · Heinrich Thoma · Suiza | Alfred Plé NC Francia | Marcel Roman · Victor Denis · Bélgica |
| Dos sin timonel M2-    | Alois Reinhard · Wilhelm Siegenthaler · Suiza | Willy Rösingh · Teun Beijnen · Países Bajos | — |
| Dos con timonel M2+    | Willy Rösingh · Teun Beijnen · Kees van Lumme (t) · Países Bajos | Edouard Schädeli · Willy Müller · Gottfried Steiner (t) · Suiza                                                                                                | Ercole Olgeni Giovanni Scatturin Gino Sopracordevole (t) Italia                                                                                |
| Cuatro con timonel M4+ | Johannes Brandsma · Jacob Brandsma · Dirk Fortuin · Jean-Baptiste van Silfhout · Louis Dekker (t) · Países Bajos                                                     | Walter Bleuler · Max Pfeiffer · Kurt Pfeiffer · Arthur Schweizer · Werner Ottiger (t) · Suiza                                                                  | P. van Daele · J. Wybo · M. Casteleyn · Achille Mengé · NC (t) · Bélgica                                                                       |
| Ocho con timonel M8+   | Simon Bon · Roelof Hommema · Cornelis Eecen · Bernard van Ogtrop · Gerrit Tromp · Egbertus Waller · Antony Fennema · Paul Maasland · Jacob Cremer (t) · Países Bajos | Karl Schöchlin · Hans Schöchlin · Arnold Reymond · Hans Wendling · Heinrich Hauser · Hans Hauser · Julien Comtesse · Moritz Müller · Werner Studer (t) · Suiza | Emil Ordnung Ferdinand Brožek Karel Knop Viktor Langer Oldřich Votík Karel Knop Stanislav Bouška Ivan Schweizer Josef Jabor (t) Checoslovaquia |

## Medallero
| Núm. | País           | Oro | Plata | Bronce | Total |
| ---- | -------------- | --- | ----- | ------ | ----- |
| 1    | Suiza          | 3   | 3     | 0      | 6     |
| 2    | Países Bajos   | 3   | 1     | 0      | 4     |
| 3    | Francia        | 0   | 2     | 0      | 2     |
| 4    | Bélgica        | 0   | 0     | 2      | 2     |
| 5    | Checoslovaquia | 0   | 0     | 2      | 2     |
| 6    | Italia         | 0   | 0     | 1      | 1     |
|      | TOTAL          | 6   | 6     | 5      | 17    |